# Heitor Pereira
Heitor Teixeira Pereira (Rio Grande, 29 de novembro de 1960), é um guitarrista e compositor brasileiro]]. Iniciou sua carreira no Brasil, onde ficou conhecido tocando violão e compondo jazz e samba. Tocou com músicos como Ivan Lins e Lani Hall. Em 1988 entrou para o Simply Red e permaneceu até 1996 como guitarrista do grupo. Em 1994, lançou um álbum solo chamado Heitor, com a participação de alguns músicos do Simply Red. Atualmente Heitor vive na California, EUA e trabalha produzindo trilhas sonoras para o cinema.

## Filmografia como compositor
- Angry Birds - O Filme (2016)
- Se Eu Ficar (2014)
- Meu Malvado Favorito 2 (2014)
- Minions (2015)
- The Smurfs (2011)[1]
- Curious George (2006)
- Ask the Dust (2006)
- Two Weeks (2005)
- Haven (2004)
- Dirty Dancing: Havana Nights (2004)
- Dead in the Water (2002)
- Real Women Have Curves (2002)
- Riding in Cars with Boys (2001)
- Spy Kids (2001)
- An Everlasting Piece (2000)
- As Good as It Gets (1997) (song "My Only")

### Trilhas sonoras em que participou
- It's Complicated (2009)
- Madagascar: Escape 2 Africa (2008)
- August Rush (2007)
- Madagascar (2005) - Compositor de música adicional
- Spanglish (2004)
- Man on Fire (2004) (guitarras)
- Something's Gotta Give (2003)
- The Rundown (2003)
- Matchstick Men (2003)
- Black Hawk Down (2001)
- The Pledge (2001)
- Mission Impossible 2 (2000)
- Gladiator (2000)
- The Road to El Dorado (2000) (guitarras)